# 新谷酒造
新谷酒造（しんたにしゅぞう）は、山口県山口市徳地に本社および工場を置く新谷酒造株式会社が運営する酒類醸造所である。

## 概要
江戸時代後期は市場が並ぶ賑やかな町で、今でも蔵が建つ場所は「市いち」と呼ばれており、200年にわたり日本酒が造られて来た。佐波川の恩恵から稲作も盛んで、小さな町に5軒以上の酒蔵があった。だが、時代の変遷により「新谷酒造株式会社」の1軒となった。
新谷酒造は、1927年（昭和2年）地元酒蔵の蔵人だった初代・新谷熊吉が酒造りを止めた蔵を入手したことに始まる。その後、二代目・新谷末彦に引き継がれ「和可娘（わかむすめ）」のブランド名で造り続けた。平成時代になり酒造の跡継ぎがいなかったが、孫の新谷義直が三代目として引き継いだ。新谷義直は、1969年（昭和44年）兵庫県に生まれ、周南市の高等学校を卒業、1989年（平成元年）新谷酒造に入社、2004年（平成16年）同社の社長に就任した。
義直の妻の文子は山口県に生れ、短期大学卒業後一般企業に就職し、ソフトウェアを病院や施設へ売り込む仕事に従事した。その後、医療現場で働きたくなり看護学校に学び卒業、看護師免許を取得して病院勤務に就いた。2002年（平成14）、文子は義直と出会い結婚し酒蔵へ嫁いだ。この年、新谷酒造は全国新酒鑑評会で悲願の金賞を初授賞した。翌年の2003年（平成15年）、長女を授かった。
2007年(平成19年)、これまで新谷酒造に務めていた杜氏が高齢のため引退することになり、廃業の危機が訪れた。義直は一人で酒造りを決意し四季醸造蔵へと改装、社長と杜氏を担う蔵元杜氏となった。その後、蔵の梁が損傷し廃業の危機にさらされたが酒造りを続けた。文子は再び看護師として働き、酒造りとの二足のわらじ生活が続いた。
2016年（平成28年）、突然、蔵の扉をたたいた若者がいた「何もいらないから酒造りを教えて欲しい、イタリアで日本酒を造る。」という、夫婦はこれに衝撃を受けこれを契機に新たな酒造りに挑戦することになった。自らも看護師を辞め酒造りに専念することを決意した。2018年（平成30年）12月、新しい酒蔵が完成した、これを機に新谷義直の蔵元杜氏から、杜氏を妻の新谷文子へと引き継がれた四代目の誕生である、当時は、山口県下で唯一の女性杜氏だった。

## 沿革
- 1927年（昭和2年） - 初代新谷熊吉は「新谷酒造株式会社」を設立
- 年代不詳 - 新谷酒造の二代目に新谷末彦が継承
- 1969年（昭和44年） - 新谷義直が兵庫県に生まれる
- 1989年（平成元年） - 新谷義直が新谷酒造に入社
- 2002年（平成14） - 新谷義直と文子が結婚
- 2003年（平成15） - 長女が生まれる
- 2004年（平成16年） - 新谷義直が社長に就任
- 年代不詳 - 新谷酒造の三代目に新谷義直が継承
- 2007年（平成19年） - 四季醸造蔵へ改装、新谷義直が蔵元杜氏となる
- 2018年（平成30年）12月 - 新酒蔵の完成、新谷酒造の四代目に新谷文子が継承

## 営業情報
直営所
- 〒747-0231 山口県山口市徳地堀1673番地-1
- 定休日 - 水曜日
- 営業時間 - 午前9時〜午後5時

製造場
- 〒747-0234 山口県山口市徳地小古祖666番地-2
- 定休日 - 月曜日
- 営業時間 - 午後1時-午後11時
- 見学 - 不詳
- テイスティング - 不詳

## 商品
「わかむすめ」シリーズ
- 定番商品 純米吟醸酒「瑠璃唐草」 - 「わかむすめ」の定番
- 季節商品 純米吟醸酒「薄花桜」 - 山口県オリジナル酒米60%精米
- 季節商品 純米吟醸酒「牡丹」 - 「雄町」60%精米
- 季節商品 純米大吟醸酒「燕子花」 - 「山田錦」40％精米
- 季節商品 純米吟醸酒「萌木」 - 「八反錦」60%精米
- 季節商品 特別純米酒「月草」 - 山口県オリジナル酒米「西都の雫」

わかむすめ姉妹商品
- 「新姫 Cinderella」 - 山口県オリジナル酒米「西都の雫」38%精米
- 「Bunbun」 - 辛口純米吟醸酒 - 山口県酵母9E使用

## 受賞歴
全国新酒鑑評会
- 平成14酒造年度 - 「和可娘」金賞受賞[6]
- 令和2酒造年度 - 「わかむすめ 燕子花」金賞受賞[7]
- 令和3酒造年度 - 「わかむすめ 燕子花」金賞受賞[8]

## 関連文献
- 『山口新聞』「イタリア米で日本酒・山口新谷酒造 4月完成へ」2015年2月20日、2022年4月9日閲覧
- 『毎日新聞』「イタリア米で日本酒 昨年昨年来日視察のソムリエら依頼 新谷酒造（山口）が試行錯誤」、2015年4月25日、2022年4月9日閲覧
- 『朝日新聞』「小さな蔵の大きな一歩 国際博にイタリア米の酒 新谷酒造社長兼杜氏 新谷義直」、2015年5月18日、2022年4月9日閲覧
- 『朝日新聞』「Sake イタリア米仕込み 山口の酒造、海越え街おこしに一役 ミラノ万博出品へ」、2015年5月20日、2022年4月9日閲覧
- 『朝日新聞』「「イタリアで酒造り」現地米使う山口・新谷酒造 学生弟子入り 東京から転居、仕込み学」、2015年、2022年4月9日閲覧
- 『山口・防府地域工芸地場産業振興センター情報誌 D.P.PRESS NO.51』「新しい地場産業の「可能性」を求めて 夏には夏の、冬には冬の味わいを 若き蔵元の静かな挑戦は続く 新谷酒造株式会社」、2015年10月発行、2022年4月9日閲覧
- 『JAL機内誌 AGORA12月号』「たおやめの御酒 山口新谷酒造 新谷文子さん」、2017年11月27日、2022年4月9日閲覧
- 『山口新聞』「女性による女性向け日本酒 山口の杜氏・新谷さん開発 後味爽やか飲みやすく」、2018年11月9日、2022年4月9日閲覧
- 『中国新聞』「細やか感性 女性向け日本酒 度数抑え飲みやすさ追求 県内唯一の女性杜氏 徳地の新谷さん」、1918年11月14日、2022年4月9日閲覧
- 『読売新聞』「女性杜氏 県内に誕生 山口・新谷酒造4代目 廃業危機から発酵学学び直す 新酒販売 飲みやすさ追求」、1918年11月14日、2022年4月9日閲覧
- 『朝日新聞』「女性向けに日本酒造り」、2018年11月17日、2022年4月9日閲覧
- 『日本経済新聞』「女性杜氏の時代来た 山口で初、中四国6人目 高齢化や後継者不足背景 繊細さ、酒造りで強み」、2018年11月27日、2022年4月9日閲覧
- 『中国新聞』「酵母香る旧酒造で執務 新谷義直社長 新谷酒造（山口市）」、2019年10月16日、2022年4月9日閲覧
- 『毎日新聞』「夫婦の酒造「新谷酒造」山口市 在庫膨らみ3度目の廃業危機 存続へ購入呼び掛け「心に明かりがともる酒を」」、2020年6月29日、2022年4月9日閲覧
- 『山口新聞』「全国新酒鑑評会で初入賞、新谷酒造杜氏 新谷文子さん 繊細作業、生みの喜び」、2020年7月20日、2022年4月9日閲覧
- 『中国新聞』「仏の日本酒品評会で入賞 山口新谷酒造の「燕子花」トップ5に こくと香り現地で評価」、2020年12月3日、2022年4月9日閲覧
- 『朝日新聞』「2021年元旦 酒特集 「鬼滅」の酒」、2021年1月1日、2022年4月9日閲覧
- 『中国新聞』「あの人この人 新酒鑑評会で優等賞を受賞した新谷酒造の杜氏 山口市徳地堀 新谷文子さん」、2021年5月10日、2022年4月9日閲覧